# Конис
Кони́с (каз. Қоныс) — село у складі Казталовського району Західноказахстанської області Казахстану. Входить до складу Казталовського сільського округу.
Населення — 313 осіб (2021; 386 у 2009, 488 у 1999, 552 у 1989).